# Steinar Hoen
Steinar Hoen (Noruega, 8 de febrero de 1971) es un atleta noruego retirado especializado en la prueba de salto de altura, en la que ha conseguido ser campeón europeo en 1994.

## Carrera deportiva
En el Campeonato Europeo de Atletismo de 1994 ganó la medalla de oro en el salto de altura, con un salto por encima de 2.35 metros, superando al polaco Artur Partyka y al británico Steve Smith, ambos con la plata con 2.33 metros.